# Championnat du Nicaragua de football 2016-2017
Navigation
Saison précédente Saison suivante
La Primera División 2016-2017 est la soixante-quatorzième édition de la première division nicaraguayenne.
Lors de ce tournoi, le Real Estelí FC a conservé son titre de champion du Nicaragua face aux neuf meilleurs clubs nicaraguayens.
La saison est divisée en deux tournois, l'Apertura et le Clausura, les deux vainqueurs se sont disputé le titre de champion à la fin de la saison.
Lors du premier tournoi, chacun des dix clubs participant était confronté deux fois aux neuf autres équipes. Puis les quatre meilleurs se sont affrontés lors d'une phase finale à la fin de la saison.
Lors du second tournoi, chacun des dix clubs participant était confronté deux fois aux neuf autres équipes. Puis les quatre meilleurs se sont affrontés lors d'une phase finale à la fin de la saison.
Seulement deux places étaient qualificatives pour la Ligue de la CONCACAF.

## Les 10 clubs participants
Ce tableau présente les dix équipes qualifiées pour disputer le championnat 2016-2017. On y trouve le nom des clubs, le nom des stades dans lesquels ils évoluent ainsi que la capacité et la localisation de ces derniers.
| Club                     | Stade                                        | Capacité          | Ville      |
| Chinandega FC (en)       | Stade Efraín Tijerino                        | 8 000             | Chinandega |
| Diriangén FC             | Stade Cacique Diriangén                      | 7 500             | Diriamba   |
| Juventus Managua         | Stade Olympique de l'Indépendance de Managua | 8 000             | Managua    |
| Managua FC (en)          | Stade Olympique de l'Indépendance de Managua | 8 000             | Managua    |
| UNAN Managua (en)        | Stade Olympique de l'Indépendance de Managua | 8 000             | Managua    |
| Real Estelí FC           | Stade de l'Indépendance                      | 4 800             | Estelí     |
| Real Madriz              | Stade Augusto Cesar Mendoza                  | 3 000             | Somoto     |
| Nandasmo FC              | Stade inconnu                                | Capacité inconnue | Nandasmo   |
| Deportivo Sebaco         | Stade inconnu                                | Capacité inconnue | Sébaco     |
| Deportivo Walter Ferreti | Stade Olympique de l'Indépendance de Managua | 8 000             | Managua    |

| \| Managua : Juventus Managua Deportivo Walter Ferreti Managua FC UNAN Managua Managua Diriangén FC Real Estelí FC Real Madriz Chinandega FC Nandasmo FC Deportivo Sebaco \| Localisation des clubs engagés dans le championnat. |
| Managua : Juventus Managua Deportivo Walter Ferreti Managua FC UNAN Managua Managua Diriangén FC Real Estelí FC Real Madriz Chinandega FC Nandasmo FC Deportivo Sebaco                                                           |

## Tournoi Apertura
Le tournoi Apertura change de format et se déroule de la façon suivante, en trois phases :
- La phase régulière : les quatorze journées de championnat.
- La seconde phase : les six journées de championnat supplémentaire.
- La finale : la confrontation aller-retour entre les deux meilleures équipes.

### Phase régulière
Lors de la phase régulière les dix équipes affrontent à deux reprises les neuf autres équipes selon un calendrier tiré aléatoirement.
Les quatre meilleures équipes sont directement qualifiées pour la seconde phase.
Le classement est établi sur le barème de points classique (victoire à 3 points, match nul à 1, défaite à 0).
Le départage final se fait selon les critères suivants :
- Le nombre de points.
- La différence de buts générale.
- Le nombre de buts marqué.

| Rang | Équipe                   | Pts | J  | G  | N | P  | Bp | Bc | Diff |
| ---- | ------------------------ | --- | -- | -- | - | -- | -- | -- | ---- |
| 1    | Real Estelí FC T         | 46  | 18 | 14 | 4 | 0  | 45 | 4  | +41  |
| 2    | Deportivo Walter Ferreti | 33  | 18 | 9  | 6 | 3  | 32 | 12 | +20  |
| 3    | UNAN Managua (en)        | 29  | 18 | 8  | 5 | 5  | 25 | 17 | +8   |
| 4    | Diriangén FC             | 28  | 18 | 7  | 7 | 4  | 26 | 22 | +4   |
| 5    | Chinandega FC (en)       | 28  | 18 | 8  | 4 | 6  | 22 | 18 | +4   |
| 6    | Real Madriz              | 24  | 18 | 7  | 3 | 8  | 38 | 34 | +4   |
| 7    | Managua FC (en)          | 22  | 18 | 5  | 7 | 6  | 26 | 24 | +2   |
| 8    | Juventus Managua         | 20  | 18 | 5  | 5 | 8  | 29 | 22 | +7   |
| 9    | Deportivo Sebaco P       | 11  | 18 | 3  | 2 | 13 | 13 | 40 | -27  |
| 10   | Nandasmo FC P            | 7   | 18 | 2  | 1 | 15 | 15 | 78 | -63  |

| Légende : Qualifications et relégations | Légende : Qualifications et relégations          |
| --------------------------------------- | ------------------------------------------------ |
|                                         | Qualifié pour la seconde phase                   |
|                                         | T Tenant du titre P Promu de la saison 2015-2016 |

| Résultats (▼dom., ►ext.)                                   | Chi | Dir | Juv | Man | Est | Mad | UMa | Nan  | Seb | Wal |
| Chinandega FC (en)                                         |     | 3-1 | 1-0 | 1-1 | 0-2 | 3-0 | 1-0 | 3-0  | 0-1 | 0-0 |
| Diriangén FC                                               | 1-1 |     | 1-1 | 1-1 | 0-0 | 1-1 | 0-1 | 3-2  | 2-1 | 2-2 |
| Juventus Managua                                           | 1-2 | 1-2 |     | 2-2 | 0-4 | 4-0 | 1-1 | 10-0 | 1-0 | 1-0 |
| Managua FC (en)                                            | 0-0 | 2-3 | 1-0 |     | 1-2 | 3-3 | 0-1 | 4-0  | 3-1 | 1-2 |
| Real Estelí FC                                             | 1-0 | 3-1 | 1-1 | 4-0 |     | 3-0 | 0-0 | 7-0  | 1-0 | 0-0 |
| Real Madriz                                                | 5-0 | 1-1 | 2-1 | 2-1 | 0-3 |     | 3-0 | 8-3  | 6-1 | 0-1 |
| UNAN Managua (en)                                          | 2-1 | 0-2 | 2-1 | 1-1 | 0-1 | 2-1 |     | 4-0  | 4-1 | 2-2 |
| Nandasmo FC                                                | 0-2 | 0-4 | 1-3 | 1-3 | 0-6 | 3-2 | 1-5 |      | 1-1 | 0-7 |
| Deportivo Sebaco                                           | 0-2 | 0-1 | 1-0 | 0-2 | 1-6 | 3-2 | 0-0 | 2-3  |     | 0-3 |
| Deportivo Walter Ferreti                                   | 3-2 | 2-0 | 1-1 | 0-0 | 0-1 | 1-2 | 1-0 | 4-0  | 3-0 |     |
| - Victoire à domicile - Match nul - Victoire à l'extérieur |     |     |     |     |     |     |     |      |     |     |

### Seconde phase
Lors de la seconde phase régulière les quatre équipes qualifiées affrontent à deux reprises les trois autres équipes selon un calendrier tiré aléatoirement.
La meilleure équipe est directement qualifiée pour la finale.
Le classement est établi sur le barème de points classique (victoire à 3 points, match nul à 1, défaite à 0).
Le départage final se fait selon les critères suivants :
- Le nombre de points.
- La différence de buts générale.
- Le nombre de buts marqué.

| Rang | Équipe                   | Pts | J | G | N | P | Bp | Bc | Diff |
| ---- | ------------------------ | --- | - | - | - | - | -- | -- | ---- |
| 1    | Real Estelí FC T         | 12  | 6 | 3 | 3 | 0 | 6  | 2  | +4   |
| 2    | Deportivo Walter Ferreti | 11  | 6 | 3 | 2 | 1 | 10 | 6  | +4   |
| 3    | Diriangén FC             | 7   | 6 | 2 | 1 | 3 | 5  | 9  | -4   |
| 4    | UNAN Managua (en)        | 2   | 6 | 0 | 2 | 4 | 5  | 9  | -4   |

| Légende : Qualifications et relégations | Légende : Qualifications et relégations |
| --------------------------------------- | --------------------------------------- |
|                                         | Qualifié pour la finale                 |
|                                         | T Tenant du titre                       |

| Résultats (▼dom., ►ext.)                                   | Dir | Est | Man | Wal |
| Diriangén FC                                               |     | 1-2 | 1-0 | 0-4 |
| Real Estelí FC                                             | 0-0 |     | 1-0 | 2-0 |
| UNAN Managua (en)                                          | 1-2 | 1-1 |     | 1-1 |
| Deportivo Walter Ferreti                                   | 2-1 | 0-0 | 3-2 |     |
| - Victoire à domicile - Match nul - Victoire à l'extérieur |     |     |     |     |

## Tournoi Clausura
Le tournoi Clausura se déroule de la même façon que les tournois saisonniers précédents, en deux phases :
- La phase régulière : les dix-huit journées de championnat.
- La phase finale : les matchs aller-retour allant des demi-finales à la finale.

### Phase régulière
Lors de la phase régulière les dix équipes affrontent à deux reprises les neuf autres équipes selon un calendrier tiré aléatoirement.
Les quatre meilleures équipes sont directement qualifiées pour la seconde phase.
Le classement est établi sur le barème de points classique (victoire à 3 points, match nul à 1, défaite à 0).
Le départage final se fait selon les critères suivants :
- Le nombre de points.
- La différence de buts générale.
- Le nombre de buts marqué.

| Rang | Équipe                   | Pts | J  | G  | N | P  | Bp | Bc | Diff |
| ---- | ------------------------ | --- | -- | -- | - | -- | -- | -- | ---- |
| 1    | Real Estelí FC T         | 43  | 18 | 13 | 4 | 1  | 40 | 8  | +32  |
| 2    | Deportivo Walter Ferreti | 38  | 18 | 11 | 5 | 2  | 37 | 17 | +20  |
| 3    | Diriangén FC             | 33  | 18 | 9  | 6 | 3  | 32 | 24 | +8   |
| 4    | UNAN Managua (en)        | 32  | 18 | 8  | 8 | 2  | 38 | 20 | +18  |
| 5    | Juventus Managua         | 31  | 18 | 9  | 4 | 5  | 39 | 25 | +14  |
| 6    | Managua FC (en)          | 21  | 18 | 5  | 6 | 7  | 31 | 30 | +1   |
| 7    | Real Madriz              | 19  | 18 | 6  | 1 | 11 | 28 | 37 | -9   |
| 8    | Chinandega FC (en)       | 16  | 18 | 4  | 4 | 10 | 21 | 27 | -6   |
| 9    | Deportivo Sebaco P       | 11  | 18 | 2  | 5 | 11 | 14 | 36 | -22  |
| 10   | Nandasmo FC P            | 4   | 18 | 1  | 1 | 16 | 17 | 73 | -56  |

| Légende : Qualifications et relégations | Légende : Qualifications et relégations          |
| --------------------------------------- | ------------------------------------------------ |
|                                         | Qualifié pour la seconde phase                   |
|                                         | T Tenant du titre P Promu de la saison 2015-2016 |

| Résultats (▼dom., ►ext.)                                   | Chi | Dir | Juv | Man | Est | Mad | UMa | Nan | Seb | Wal |
| Chinandega FC (en)                                         |     | 0-2 | 1-2 | 0-4 | 1-3 | 4-1 | 0-0 | 6-1 | 0-0 | 0-1 |
| Diriangén FC                                               | 2-1 |     | 2-2 | 1-0 | 0-3 | 3-2 | 0-0 | 4-1 | 0-0 | 3-1 |
| Juventus Managua                                           | 1-0 | 3-2 |     | 0-2 | 1-2 | 6-2 | 1-1 | 3-1 | 3-1 | 1-1 |
| Managua FC (en)                                            | 2-2 | 2-2 | 1-4 |     | 0-2 | 2-0 | 1-1 | 1-1 | 4-3 | 1-2 |
| Real Estelí FC                                             | 2-0 | 4-0 | 2-0 | 4-2 |     | 3-0 | 0-0 | 3-0 | 3-0 | 0-0 |
| Real Madriz                                                | 0-1 | 1-2 | 3-1 | 2-1 | 0-3 |     | 1-3 | 2-1 | 4-0 | 1-1 |
| UNAN Managua (en)                                          | 1-0 | 1-1 | 1-1 | 1-1 | 2-1 | 2-1 |     | 1-- | 5-0 | 1-5 |
| Nandasmo FC                                                | 2-3 | 1-5 | 0-7 | 1-4 | 1-4 | 1-5 | 0-5 |     | 2-0 | 0-3 |
| Deportivo Sebaco                                           | 1-0 | 2-2 | 0-1 | 2-2 | 0-0 | 1-2 | 2-3 | 2-1 |     | 0-2 |
| Deportivo Walter Ferreti                                   | 2-2 | 0-1 | 3-2 | 2-1 | 1-1 | 2-1 | 3-1 | 6-1 | 2-0 |     |
| - Victoire à domicile - Match nul - Victoire à l'extérieur |     |     |     |     |     |     |     |     |     |     |

### La Phase Finale
Les quatre équipes qualifiées sont réparties dans un tableau final d'après leur classement général.
En cas d'égalité sur la somme des deux matchs, c'est l'équipe ayant marqué le plus de buts à extérieur qui l'emporte puis une prolongation et une séance de tirs au but ont éventuellement lieu.

#### Tableau
|  |                          |            |                          |            |                |     |   |        |        |        |        |        |
|  | 1/2 finale               | 1/2 finale | 1/2 finale               | 1/2 finale | 1/2 finale     |     |   | Finale | Finale | Finale | Finale | Finale |
|  |                          |            |                          |            |                |     |   |        |        |        |        |        |
|  |                          |            |                          |            |                |     |   |        |        |        |        |        |
|  | Real Estelí FC           | (1)        | 1                        | 1          |                |     |   |        |        |        |        |        |
|  | Real Estelí FC           | (1)        | 1                        | 1          |                |     |   |        |        |        |        |        |
|  | UNAN Managua (en)        | (4)        | 0                        | 1          |                |     |   |        |        |        |        |        |
|  | UNAN Managua (en)        | (4)        | 0                        | 1          | Real Estelí FC | (1) | 2 | 1      |        |        |        |        |
|  |                          |            |                          |            |                | (1) | 2 | 1      |        |        |        |        |
|  |                          |            | Deportivo Walter Ferreti | (2)        | 1              | 1   |   |        |        |        |        |        |
|  | Deportivo Walter Ferreti | (2)        | Deportivo Walter Ferreti | (2)        | 1              | 1   | 0 | 1      | 0(3)   |        |        |        |
|  | Deportivo Walter Ferreti | (2)        |                          |            |                |     | 0 | 1      | 0(3)   |        |        |        |
|  | Diriangén FC             | (3)        | 1                        | 0          | 0(2)           |     |   |        |        |        |        |        |
|  | Diriangén FC             | (3)        | 1                        | 0          | 0(2)           |     |   |        |        |        |        |        |

#### Demi-finales
| Club                     | Aller | Retour | Club              | Commentaire       |
| Real Estelí FC           | 1-0   | 1-1    | UNAN Managua (en) |                   |
| Deportivo Walter Ferreti | 0-1   | 1-0    | Diriangén FC      | Tirs au but : 3-2 |

#### Finale
| Match aller | Deportivo Walter Ferreti | 1:2   | Real Estelí FC                                   | Stade national Dennis Martínez |                          |
| 13 mai 2017 | 87e (pen.) Jose Laureiro | (0:0) | 66e (pen.) Gregorio Torres · 82e Gregorio Torres | Arbitrage : Oscar Davila       | Arbitrage : Oscar Davila |

| Match retour | Real Estelí FC  | 1:1 | Deportivo Walter Ferreti | Stade de l'Indépendance  |                          |
| 20 mai 2017  | 6e Luis Galeano |     | 39e Jose Laureiro        | Arbitrage : Erick Lezama | Arbitrage : Erick Lezama |

## Classement cumulatif
| Rang | Équipe                   | Pts | J  | G  | N  | P  | Bp | Bc  | Diff |
| ---- | ------------------------ | --- | -- | -- | -- | -- | -- | --- | ---- |
| 1    | Real Estelí FC C         | 89  | 36 | 27 | 8  | 1  | 85 | 12  | +73  |
| 2    | Deportivo Walter Ferreti | 71  | 36 | 20 | 11 | 5  | 69 | 29  | +40  |
| 3    | UNAN Managua (en)        | 61  | 36 | 16 | 13 | 7  | 63 | 37  | +26  |
| 4    | Diriangén FC             | 61  | 36 | 16 | 13 | 7  | 58 | 46  | +12  |
| 5    | Juventus Managua         | 51  | 36 | 14 | 9  | 13 | 68 | 47  | +21  |
| 6    | Chinandega FC (en)       | 44  | 36 | 12 | 8  | 16 | 43 | 45  | -2   |
| 7    | Managua FC (en)          | 43  | 36 | 10 | 13 | 13 | 57 | 54  | +3   |
| 8    | Real Madriz              | 43  | 36 | 13 | 4  | 19 | 66 | 71  | -5   |
| 9    | Deportivo Sebaco P       | 22  | 36 | 5  | 7  | 24 | 27 | 76  | -49  |
| 10   | Nandasmo FC P            | 11  | 36 | 3  | 2  | 31 | 32 | 151 | -119 |

| Légende : Qualifications et relégations | Légende : Qualifications et relégations                                      |
| --------------------------------------- | ---------------------------------------------------------------------------- |
|                                         | Ligue de la CONCACAF 2017                                                    |
|                                         | Qualifié pour le barrage de relégation en Segunda División                   |
|                                         | Relégué en Segunda División                                                  |
|                                         | C Vainqueur d'un des deux tournois de l'année P Promu de la saison 2015-2016 |

## Barrage de relégation
| Club             | Aller | Retour | Club                       | Commentaire |
| Deportivo Sebaco | 2-1   | 2-3    | San Francisco Masachapa FC |             |

## Finale du championnat
Le Real Estelí FC ayant remporté les deux tournois saisonniers, la finale du championnat n'a pas été jouée.

## Bilan du tournoi
| Championnat du Nicaragua de football 2016-2017 |                            |
| Champion                                       | Real Estelí FC (14e titre) |
| Dauphin                                        | Deportivo Walter Ferreti   |
| Qualifications continentales                   |                            |
| Ligue de la CONCACAF 2017                      | Real Estelí FC             |
| Ligue de la CONCACAF 2017                      | Deportivo Walter Ferreti   |
| Promotions et relégations                      |                            |
| Promus en Primera División                     | Deportivo Ocotal (en)      |
| Promus en Primera División                     | San Francisco Masachapa FC |
| Relégués en Segunda División                   | Nandasmo FC                |
| Relégués en Segunda División                   | Deportivo Sebaco           |

## Statistiques

### Buteurs
| Rang | Nom | Équipe | Buts |
| 1    |     |        | -    |
| 2    |     |        | -    |
| 3    |     |        | -    |